# Stirling (Australia)
Stirling è un sobborgo situato nell'area metropolitana di Perth, in Australia Occidentale; esso si trova a nord del centro cittadino ed è la sede della Città di Stirling. Al censimento del 2006 contava 7.034 abitanti.